# Frank Saker
Frank Warren Saker, född 10 augusti 1907 i Toronto, död 6 april 1980 i Toronto, var en kanadensisk kanotist.
Saker blev olympisk silvermedaljör i C-2 10000 meter vid sommarspelen 1936 i Berlin.